# قنجراويات
القنجراويات (الاسم العلمي: Congroidei) هي رتيبة من الأسماك تتبع رتبة الأنقليسيات من طائفة الأسماك العظمية.

## فصائل
- القنجرية (الاسم العلمي:Congridae)
- (الاسم العلمي:Colocongridae)
- (الاسم العلمي:Derichthyidae)
- (الاسم العلمي:Muraenesocidae)
- (الاسم العلمي:Nemichthyidae)
- (الاسم العلمي:أنقليس منقار البط)
- أنقليسات ثعبانية (الاسم العلمي:أنقليس ثعباني)
- (الاسم العلمي:Serrivomeridae)
- (الاسم العلمي:Synaphobranchidae)